# Burg Štarkov

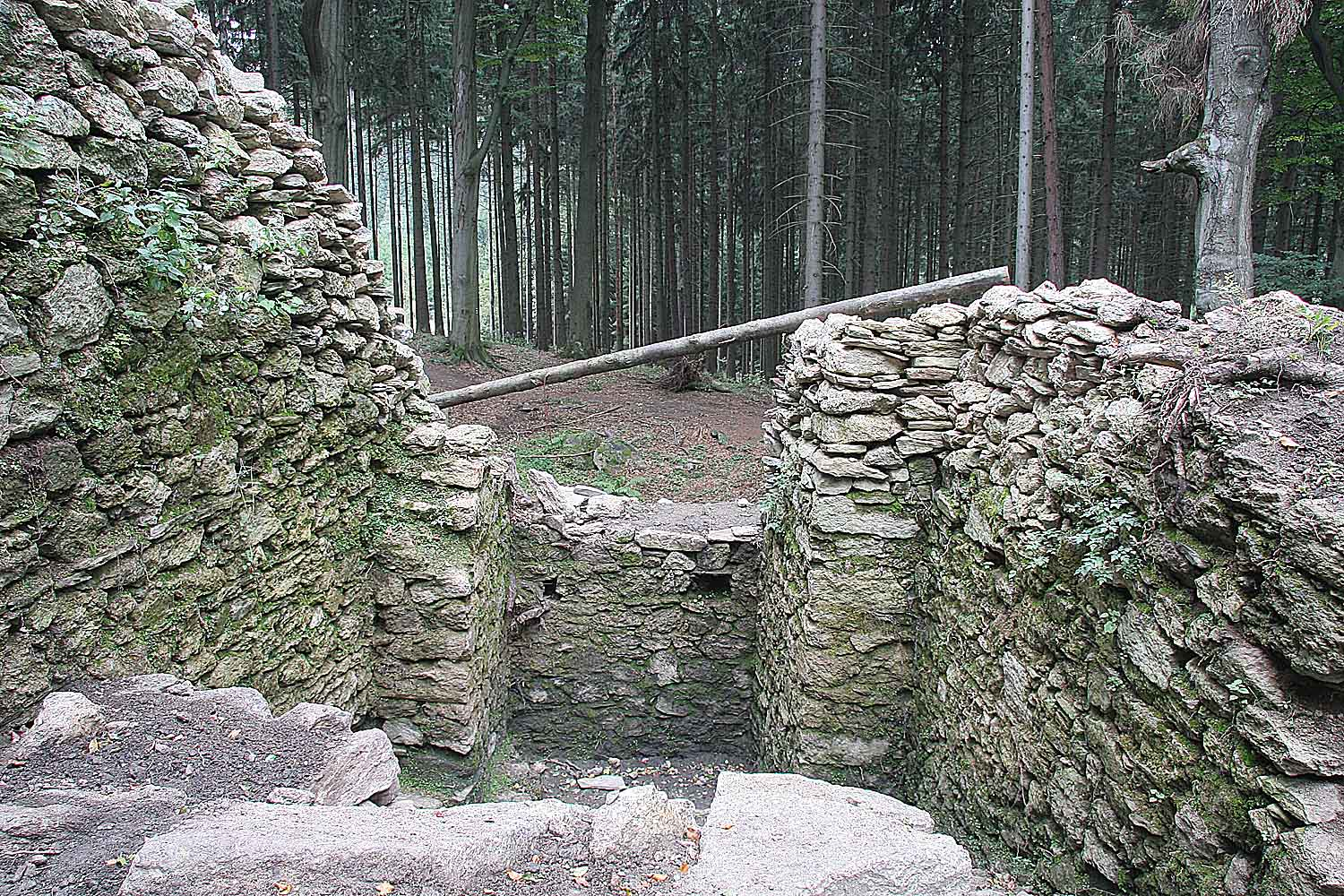
Freigelegte Grundmauern des Eingangstores zum vorderen Teil der Burg

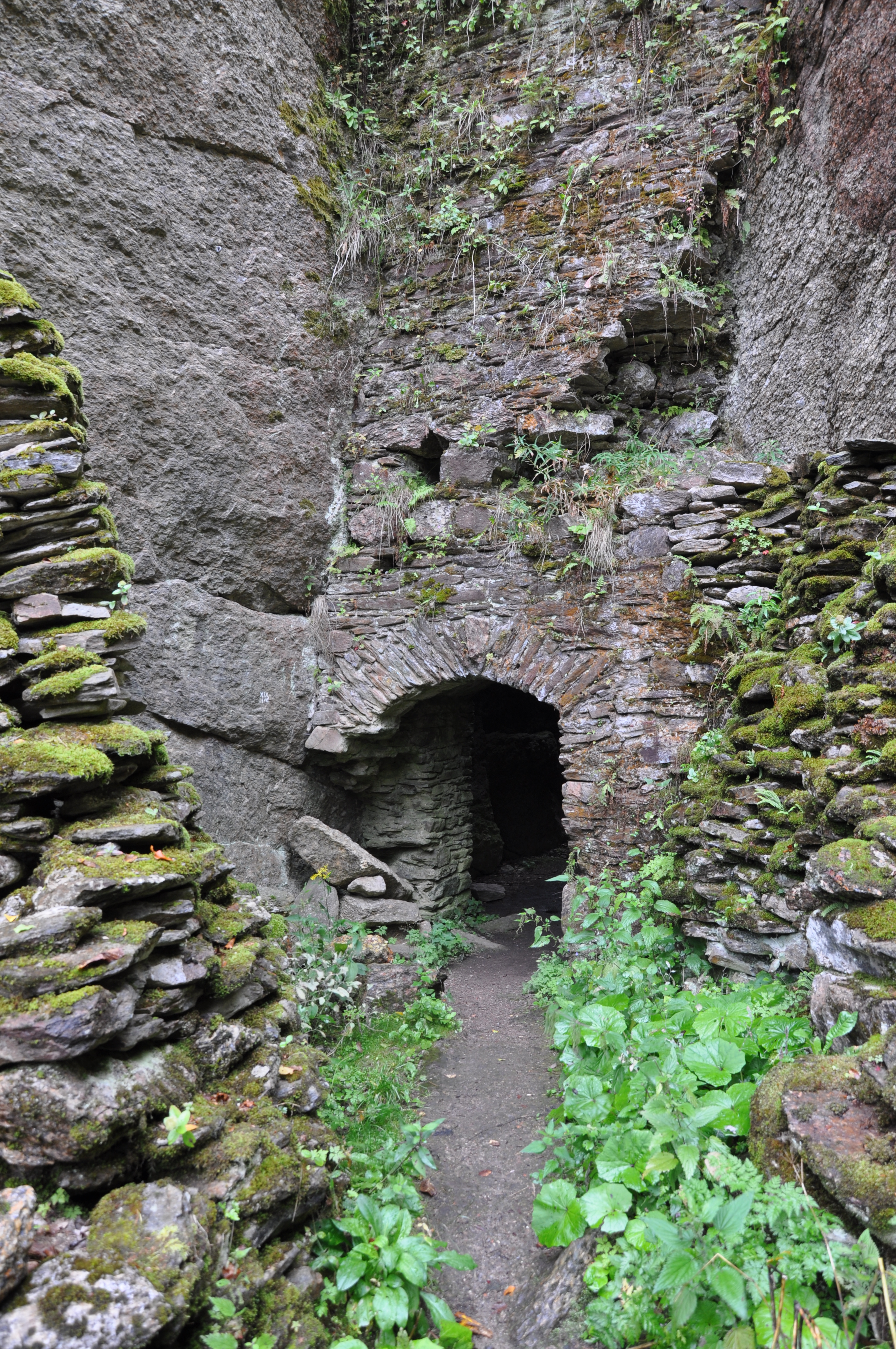
Blick aus den Resten des Palas zum Ausfalltor

Die Ruine der Burg Štarkov (deutsch Burg Starkow), auch Starkov, Skály bzw. Stařechovice genannt, liegt vier Kilometer westlich von Jimramov in der Gemeinde Nový Jimramov im Okres Žďár nad Sázavou, Tschechien.

## Geographie
Die Reste der Felsenburg befinden sich zwischen mächtigen Gneisblöcken auf dem bewaldeten Gipfel des Štarkov (Starkowitzberg, 679 m. n.m.) in den Žďárské vrchy (Saarer Berge). Gegen Norden und Osten fällt der Burgberg zum Tal der Fryšávka ab; südwestlich erheben sich die Skály (723 n.m.). Die Ruine liegt im Wald Štarkovice (Starkower Wald); zusammen mit dem Felsgipfel und dem steinernen Meer am Osthang ist sie Teil des Naturdenkmals Štarkov. Innerhalb der Ruine befinden sich zwei Spalthöhlen.
Umliegende Orte sind Javorek im Norden, Doly im Nordosten, Na Louži im Osten, Nový Jimramov und Široké Pole im Südosten, Věcov im Süden, Nové Jimramovské Paseky und Rabuňka im Südwesten, Líšná im Westen sowie Dolní Paseky im Nordwesten. 

## Geschichte
Es wird angenommen, dass sich die in der Chronik „Mars Moravicus“ von Tomáš Pešina von Čechorod erwähnte Burg Jaworek, die Markgraf Johann Heinrich 1356 zusammen mit weiteren Raubnestern (Rabenstein, Tollstein) erobern und zerstören ließ, auf dem Gipfel des Štarkov befand.
Nachdem Archleb Stařechovický von Kunstadt in den 1360er Jahren die Güter Jimramov und Javorek erworben hatte, ließ er um 1380 auf dem Štarkov eine weiträumige Burg anlegen. Die erste urkundliche Erwähnung der Burg erfolgte 1384, als er die Herrschaft Jimramov seinem Sohn Erhart und seinem Bruder Jan übertrug. Im Jahre 1407 schloss Erhart von Skály mit seinem Vetter Puška d. J. von Kunstadt eine gegenseitige Erbvereinbarung. Nach dem Tode des Erhart von Skály bemächtigte sich 1415 der Raubritter Erhart Puška von Kunstadt mit seinem Gefolge der Burg. Geschädigt wurden vor allem Iglau und andere mährische Städte. Auf Anordnung König Wenzels IV. erteilten die Städte Brünn, Iglau, Jemnice, Uherské Hradiště und Uherský Brod zwischen 1417 und 1418 den Leuten des Erhart Puška bei sofortiger Einstellung der Raubzüge ein Generalpardon. Dessen ungeachtet setzte Erhart Puška die Überfälle bis zu seinem Tode im Jahre 1419 fort. Danach fiel die Burg an Anhänger der Hussiten. 1420 klagte die Tochter des Erhart von Skály, Sophie Tovačovská von Cimburg, gegen Kuna Boleradický von Kunstadt auf Herausgabe der Burg; 1424 wurde er auch gerichtlich dazu verpflichtet. Am 1. Juni 1438 ließ Markgraf Albrecht die noch immer mit über 500 Hussiten besetzte Burg angreifen, wahrscheinlich blieb er damit erfolglos. Die Burg blieb ein Räubernest; auf dem mährischen Ständetag am 14. April 1440 in Velké Meziříčí wurde Jan von Břežany auf Skály namentlich als Friedensschädling genannt. Am 17. Juli desselben Jahres beschlossen die Stände in Polná, die Burg binnen drei Wochen zu räumen und gegen 1500 Schock Groschen an Hynek Ptáček von Pirkstein zu übergeben. Die Schleifung der Burg erfolgte wahrscheinlich im August, spätestens im September 1440. 
Im Jahre 1447 erhielt Sophie Tovačovská von Cimburg die Herrschaft Skály mit der geschleiften Burg zurück. Ihr Ehemann Jan Tovačovský von Cimburg verkaufte die Herrschaft Skály 1448 an den Pernsteiner Burggrafen Vaněk von Bystřice. Dessen einziger Sohn Jan wählte den geistlichen Stand und überließ die Herrschaft Skály am 17. August 1456 gegen 140 Schock Groschen dem Johann von Pernstein. 1464 wurde die Burg als wüst („castro rupto Skaly“) bezeichnet.

## Anlage
Die Burg wurde zwischen den Felsblöcken auf dem Berggipfel errichtet. Der Burghof befand sich unterhalb des höchsten Felsens und war von Felswänden umgeben, auf denen hohe Mauern aufgesetzt wurden. An der südöstlichen Seite des Hofes war der rechteckige Palas an einen Felsen angebaut. Außerdem befand sich im Hof ein viereckiger Wohnturm. Auf einem der Blöcke steht der als Torso erhaltene Bergfried mit ovalem Grundriss. Zwischen zwei eng aneinander stehenden, 20 m hohen Felswänden führte ein Ausgang aus dem kleinen Burgpförtlein durch eine drei Meter breite und 15 m lange Klamm. Erhalten sind außerdem die Umfassungsmauern zwischen den Felsen und die Pforte. 
Südlich davon lag der zweite Burghof, zu dem der Eingang durch einen durch Mauern verlängerten Torturm führte. Auf dem Felsen über dem Hof stand ein weiteres Türmchen, das wahrscheinlich von der Galerie über der Kernmauer zugänglich war.
Nordöstlich des Burgkerns befand sich auf den Felsen eine über eine steinerne Rampe und einen Holzsteg zugängliche hufeisenförmige Bastion, von der eine Zugangsrichtung zur Burg kontrolliert werden konnte. Nach Norden und Westen war die innere Burg durch einen in den Fels gehauenen Graben geschützt, dem ein Wall mit drei mächtigen Bastionen sowie ein weiterer Graben vorgelagert waren. Mittig zu den Bastionen verlief der Hauptzugangsweg.
Die südlich der Felsen befindliche befestigte Vorburg war wahrscheinlich der Lagerplatz der Hussiten.
Seit 1958 ist die Ruine als Kulturdenkmal geschützt.
Erste Grabungen erfolgten unter den Grafen Belcredi; vorrangiges Ziel war dabei die Freilegung der Mauern und Haupttore. Weitere Ausgrabungen erfolgten in den 1970er Jahren, dabei wurden Funde aus der ersten Hälfte des 15. Jahrhunderts gemacht. Mit einer systematischen Untersuchung wurde 1996 begonnen. Im Jahre 2003 erfolgten Ausgrabungen im Burgkern und die Freilegung der Grundmauern des Palas.